# Иргашев, Шавкатбек Турдиевич
Иргашев Шавкатбек Турдиевич (узб. Irgashev Shavkatbek Turdievich) — государственный деятель Республики Узбекистан, хоким Мирзо-Улугбекского района (18 апреля 2018 г.).

## Биография
Закончил Ташкентский автодорожный институт в 1989 году. Закончил академию государственного и общественного строительства в 2000.
Первый заместитель хокима Алмазарского района (2002−2005).
Хоким Мирзо-Улугбекского района города Ташкент (2005 г. − 2013 г.). Хоким Учтепинского района города Ташкент до 2018 года. Хоким Мирзо-Улугбекского района города Ташкент (c 18 апреля 2018 г.).
Был награждён медалью «Содик хизматлари учун» (29 августа 2019 г.)